# 유신론

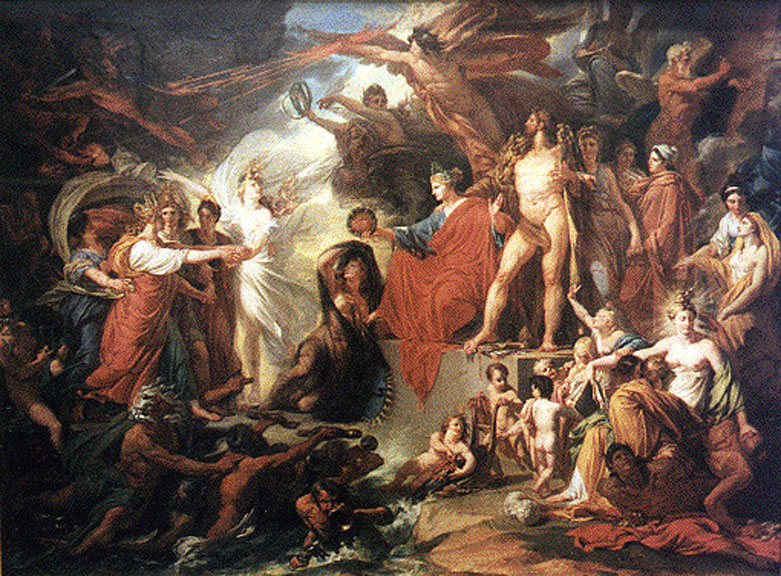

유신론(有神論, 영어: theism)은 신에 대한 종교적 믿음으로, 인격신론(人格神論)과 범신론, 이신론을 포함한다. 각 종교에서 인정하는 신의 수에 따라 일신교와 다신교로 나뉜다.

## 정의
이 입장에서는 최소 하나 이상의 신이 존재하고, 그 신(들)은 세계를 창조하고 유지하며 인도하고 다스린다고 믿는다. 또한 이신론에서 보여지는 것처럼 신이 직접 모습을 드러내지는 않는 속성으로 그려지는 경우가 많다. 이 입장은 다양한 스펙트럼이 있으며, 다음과 같이 나뉜다.

### 일신론
일신론(一神論,Monotheism)은 하나의 (일반적으로 인격이 있는) 신의 존재에 대한 믿음이다. 기독교, 이슬람교, 유대교, 조로아스터교와 힌두교의 일부를 포함하며, 대부분 창조주의를 표방한다. 극보수주의적인 입장인 근본주의와 보수주의적 입장의 (기독교와 이슬람교의 경우) 복음주의, 진보주의이거나 중도주의적인 자유주의등 다양한 형태의 시각이 존재한다.

### 다신론
다신론(多神論,Polytheism)은 다수의 신이 존재한다는 믿음이다. 그리스 신화와 이집트의 벽화등에서 찾아볼 수 있듯, 다신론의 대부분은 신들 각각의 능력이 다르거나, 상황에 따라 역할이 다른 경우가 대부분이다. 힌두교의 일부가 여기에 속하며, 근대에 와서는 몇명의 신이 숭배받는지에 따라, 그리고 창조주의의 방식에 따라서 여러 가지 형태로 나뉜다.

### 범신론
범신론(汎神論, pantheism)은 자연법칙 자체가 신이라는 믿음으로서, 스피노자의 철학과도 흡사하다. 다만 후자는 자연법칙보다 더 큰 신의 존재를 따로 상정하고 있다.

### 이신론
이신론(異神論,Deism)은 신에 대한 믿음은 일신론, 다신론과 비슷하나 신이 자연의 법칙에 관여하지 않는다는 믿음이다. 이신론에서는 대부분의 미신적 행위들을 거부하며 인간의 지성과 이성을 통해서 신의 행동이 이루어진다고 믿는다. 이신론 역시 창조주의를 표방한다.

## 오해
유신론의 입장을 취하는 것이 과학과의 갈등을 유발한다는 오해가 있는데, 이는 사실과 다르다. 창조주의의 입장에서도 유신진화론과 같이 과학적 사실을 모두 인정하는 형태의 유신론이 존재하며, 현대에는 복음주의 계열과 자유주의 계열 모두에서 받아들여지는 창조주의에 관한 해석이기도 하다. 다만 극 보수주의적 근본주의 계열의 유신론은 아직도 과학적 사실을 배척하고 있기에, 일반적으로 과학과 갈등을 유발하는 것은 근본주의라고 볼 수 있다.

## 다른 입장들과의 관계
이 입장과 다른 신에 대한 입장은 다음과 같다.
1. 무신론은 신이 존재하지 않는다는 입장을 말한다.
2. 불가지론은 신의 존재에 대해 알 수 없다는 입장을 말한다.

## 같이 보기
- 다섯 가지 길(Quinque viae)
- 일신교
- 다신교
- 범신론
- 이신론
- 무신론
- 창조주의
- 불가지론

## 참고 문헌
- 이 문서에는 다음커뮤니케이션(현 카카오)에서 GFDL 또는 CC-SA 라이선스로 배포한 글로벌 세계대백과사전의 내용을 기초로 작성된 글이 포함되어 있습니다.